# Sarnia (Ontário)
Sarnia é uma cidade localizada na província canadense de Ontário. A sua área é de 163,7 km², sua população é de 70 876 habitantes, e sua densidade populacional é de 430,5 hab/km² (segundo o censo canadense de 2001). A cidade foi fundada em 1807, e incorporada em 1857.